# Indiankrasse
Indiankrasse, Tropaeolum majus L. (även blomsterkrasse) är en art i familjen krasseväxter. Arten finns inte vild, utan tros ha uppkommit kultur i Peru. Indiankrasse skall inte blandas ihop med smörgåskrasse (Lepidium sativum) som tillhör en annan familj, korsblommiga.
Indiankrasse kom till Europa med spanska upptäcktsresande under 1500-talet och då under namnet "Perus eldröda blomma", för att understryka ursprungslandet. Då indiankrasse ansågs reta sexualdriften har den även blivit kallad kärleksblomma. Andra medicinska åkommor som ansågs kunna botas var skoskav, snuva och barnlöshet. Carl von Linné skrev följande om krasse; "När thet hönset gifvet wärper dhe mycket".
Indiankrasse är ätbar och med intensiv krassesmak i blommorna.

## Das Elisabeth Linné-Phänomen
Blomman kan ibland, särskilt vid skymningen, se ut att ge ifrån sig små blixtar. Fenomenet kallas Das Elisabeth Linné-Phänomen (Elisabeth Linné fenomenet) efter Carl von Linnés dotter, Elisabeth Christina von Linné, som var den första att beskriva fenomenet i sin artikel i Kungliga Vetenskapsakademins Handlingar 1762.
Förr trodde man att det var ett elektriskt fenomen, men numer anser man att det är en reaktion av optisk karaktär i det mänskliga ögat. Att det beror på kontrasten mellan den orangea färgen mot grönskan omkring den.

## Grupper
Sorterna delas vanligen in i två undergrupper, slingerkrasse och buskkrasse beroende på växtsättet.